# ゴー!ゴー!キッチン戦隊クックルン
『ゴー！ゴー！キッチン戦隊クックルン』（ゴーゴーキッチンせんたいクックルン、英語: Go! Go! Cook R'n）は、2015年3月30日からNHK教育テレビジョンで放送されている子供向け食育・料理番組。
2013年4月1日から2015年3月27日まで放送されていた前身番組『すすめ！キッチン戦隊クックルン』（すすめキッチンせんたいクックルン、英語: Let's go! COOKR'n）についても本記事で扱う。

## 概要
ユーモアたっぷりの戦隊アニメのストーリーに絡めながら、料理の作り方を紹介していく番組。料理の力で怪人と戦うヒーローキッチン戦隊クックルンと、怪人を地球に派遣する悪の組織ダークイーターズの戦いを描く。ただしユーモアに力を入れている関係上、戦隊ものでありながらアクション描写は皆無で、怪人の攻撃も単なる悪戯に過ぎない。話は基本的に一話完結である。特徴としてはアニメ作品でありながら調理のシーンのみ実写になることが挙げられ、アニメパートで主人公たちに声を当てている子役たちが実写パートでも主人公たちを演じる。
2015年度以降は字幕放送、2017年度以降はデータ放送を実施している。2021年度よりタイトルロゴのデザインが変更された。2023年度当初もタイトルロゴのデザインが変更されたがわずか1ヶ月で2021年度からのものに戻されている。2024年度よりタイトルロゴのデザインが4度目の変更が行われた。
視聴者から投稿を募集しており、寄せられた投稿はエンディングで紹介される。2014年1月の時点で1ヶ月に1500通もの投稿が番組に届いていた。

## シリーズ構成
| 代    | 期間       | 期間       | 放送時間（日本標準時）            | 放送時間（日本標準時）            | 放送時間（日本標準時）            | 放送時間（日本標準時）            | 放送時間（日本標準時）            | 放送時間（日本標準時） | 放送時間（日本標準時） |
| 代    | 期間       | 期間       | 月曜                              | 火曜                              | 水曜                              | 木曜                              | 金曜                              | 土曜                   | 日曜                   |
| ----- | ---------- | ---------- | --------------------------------- | --------------------------------- | --------------------------------- | --------------------------------- | --------------------------------- | ---------------------- | ---------------------- |
| 初代  | 2013.04.01 | 2015.03.27 | 06:45 - 06:55 / [再]17:40 - 17:50 | 06:45 - 06:55 / [再]17:40 - 17:50 | 06:45 - 06:55 / [再]17:40 - 17:50 | 06:45 - 06:55 / [再]17:40 - 17:50 | 06:45 - 06:55 / [再]17:40 - 17:50 | （放送なし）           | （放送なし）           |
| 2代目 | 2015.03.30 | 2017.03.31 | 17:45 - 17:55                     | 17:45 - 17:55                     | 17:45 - 17:55                     | 17:45 - 17:55                     | 17:45 - 17:55                     | （放送なし）           | （放送なし）           |
| 3代目 | 2017.04.03 | 2019.03.29 | 17:45 - 17:55                     | 17:45 - 17:55                     | 17:45 - 17:55                     | 17:45 - 17:55                     | 17:45 - 17:55                     | （放送なし）           | （放送なし）           |
| 4代目 | 2019.04.01 | 2021.03.26 | 17:45 - 17:55                     | 17:45 - 17:55                     | 17:45 - 17:55                     | 17:45 - 17:55                     | 17:45 - 17:55                     | （放送なし）           | （放送なし）           |
| 5代目 | 2021.03.29 | 2022.04.01 | 07:00 - 07:10 / [再]17:45 - 17:55 | 07:00 - 07:10 / [再]17:45 - 17:55 | 07:00 - 07:10 / [再]17:45 - 17:55 | 07:00 - 07:10 / [再]17:45 - 17:55 | 07:00 - 07:10 / [再]17:45 - 17:55 | （放送なし）           | （放送なし）           |
| 5代目 | 2022.04.04 | 2023.03.29 | 07:00 - 07:10 / [再]17:25 - 17:35 | 07:00 - 07:10 / [再]17:25 - 17:35 | 07:00 - 07:10 / [再]17:25 - 17:35 | （放送なし）                      | （放送なし）                      | （放送なし）           | （放送なし）           |
| 5代目 | 2023.04.03 | 2024.03.27 | 07:00 - 07:10 / [再]17:20 - 17:30 | 07:00 - 07:10 / [再]17:20 - 17:30 | 07:00 - 07:10 / [再]17:20 - 17:30 | （放送なし）                      | （放送なし）                      | （放送なし）           | （放送なし）           |
| 6代目 | 2024.04.01 | 2025.03.26 | 07:00 - 07:10 / [再]17:20 - 17:30 | 07:00 - 07:10 / [再]17:20 - 17:30 | 07:00 - 07:10 / [再]17:20 - 17:30 | （放送なし）                      | （放送なし）                      | （放送なし）           | （放送なし）           |
| 6代目 | 2025.04.05 |            | [再]15:30 - 15:55                 | （放送なし）                      | （放送なし）                      | （放送なし）                      | （放送なし）                      | 09:35 - 10:00          | （放送なし）           |

2014年度まで（初代）は『すすめ！キッチン戦隊クックルン』、2015年度（2代目）以降は『ゴー!ゴー!キッチン戦隊クックルン』のタイトルで放送。
2021年度までは毎週月曜日から金曜日の放送。基本的に新作放送の翌週は再放送。2022年度より木曜日と金曜日の放送が廃止され、月曜日から水曜日の放送となり、木曜日には『あおきいろ』（午前）と『わらたまドッカ〜ン』（午後）、金曜日には『マチスコープ』（午前）と『ウチのどうぶつえん』（午後）がそれぞれ編成される。
2025年度より週1話・25分の放映形態へリニューアルされ、放送曜日も土曜日（再放送は翌週月曜日）となる。

## キッチン戦隊クックルン
本作の主役の変身ヒーロー。変身直後に全員で「笑顔のレシピでパワーアップ！キッチン戦隊クックルン！」と叫ぶ。原則2年ごとに代替わりするが、5代目メンバーは2023年度も続投し、同一シリーズで3年目が制作される初のケースとなった。

### 歴代クックルン一覧
クックルンの協力者とシリーズごとに異なるダークイーターズ（またはそのクライアント）の目的も併記する。（）内の人物は演者で、「*」が併記された演者は声のみの出演。
| 代    | 初期戦士             | 初期戦士                       | 初期戦士             | 追加戦士                                                     | 協力者                                                                                     | 敵の目的                                                                       |
| ----- | -------------------- | ------------------------------ | -------------------- | ------------------------------------------------------------ | ------------------------------------------------------------------------------------------ | ------------------------------------------------------------------------------ |
| 初代  | リンゴ（田口乙葉）   | セージ（中尾壮位）             | クミン（幸田雛子）   | バニラ（和久田み晴*、 山本花織〈変身後〉） アイス（深谷悠*） | スーパーシェフ（三宅健太*） まごたん（比嘉久美子*）                                        | 地球の征服                                                                     |
| 2代目 | イチゴ（牧野羽咲）   | アオイ（NOA）                  | ハッサク（外川燎）   | ミール（吉岡千波）                                           | ケイ（渋谷圭亮） ミトン（田中あいみ*） ぽっと（宮田幸季*）                                 | ミトンの連行                                                                   |
| 3代目 | アズキ（土屋希乃）   | マロン（アイラ・サマーヘイズ） | 茶太郎（盛永晶月）   | サクラ（木村佳乃） 松太郎（荒川良々*）                       | マサカゲ（masaharu） どらもん                                                              | 食卓の破壊                                                                     |
| 4代目 | アユ（川瀬翠子）     | コムギ（垂水文音）             | フキノスケ（森田拳） | モメン（平祐奈）                                             | レオン（吉村駿作） キヌ（恒松あゆみ*）                                                     | 地球への意地悪                                                                 |
| 5代目 | タイゾウ（中村蒔伝） | マイカ（マイカ・ピュ）         | クラム（高木波瑠）   | ルーナ（藤原聖） ソレイユ（井川梨愛）                        | ムール（矢作穂香） ポセイ丼（*） ハグ（白石兼斗*） チグ（白石兼斗*） チグハグ（白石兼斗*） | ムールの連行（2021年度） マイカの連行（2022年度） クックルンの打倒（2023年度） |
| 6代目 | ヨモギ（斉藤柚奈)    | クリン（藤本風悟）             | マメコ（石塚七菜子） |                                                              | おかか（岡宏明）                                                                           | キャンディーになったリンゴの奪取（2024年度） ステキステッキの奪取（2025年度）  |

### 必殺技
すべてのシリーズに登場するもののみ記載する。
まんぷくビーム
初期戦士が使う、対象を遠くに飛ばす必殺技。料理を作り食べて「パワーチャージ」した後に発動できる。怪人の撃退に使われることがほとんどだが、番組外からのゲスト出演者を元の世界に帰すために使われることもある。追加戦士や先代が加わることで放てる「スーパーまんぷくビーム」という強化版が存在する。
ダイドコロジーZ
「変われ、自分！」と叫ぶことで、様々な台所用品に変身できる必殺技。

## ダークイーターズ
本作の悪役。怪人を地球に派遣し、クライアントの要望に応える「怪人派遣会社」。シンボルマークは頭蓋骨と胃袋を合わせたもので、合言葉は「ハングリー」。2022年度以降は働き方改革の一環として完全週休二日制となり、子連れでの出社が可能となった。ただし託児所は未設置で、現状は子ども好きのクヨッペンが手下・怪人の子どもの面倒を見ている。

### 上層部
イラッキン
声 - 七緒はるひ
ダークイーターズのボス。金髪をポニーテールにした女性で、黒い頭巾とマント、紫のマスカレードマスク、赤い服を身に着けている。手に杖を持っていることが多い。夫のクヨッペンからは「かあちゃん」と呼ばれている。常にイライラしており、変な言動が多いクヨッペンに呆れてしょっちゅう怒っている。他者の元気な姿や笑顔を酷く嫌っている。異性の好みに関しては、よく分からない趣味をしている。人使いの荒い面もある。クヨッペンを尻に敷いているが彼とは学生時代から恋人同士で、交際当初は互いを「イラぴょん」「ペンちゃん」と呼び合っていた。2016年度85話（最終話）でクヨッペンに妊娠報告をしており、2017年度90話（最終話）でクヨヨとイララを出産した。
クヨッペン
声・演 - 皆川猿時
イラッキンの夫。丸々とした体型の男性で、青い服、組織のシンボルマークが中央に付いた紺色のベルト、黒いマントを身に着けている。極度の怖がりで、イラッキンには頭が上がらない。年齢は2014年度86話の時点で36歳。イラッキンからは「あんた」と呼ばれている。自身を「クヨちゃん」と呼ぶことが多く、彼の不在時にイラッキンがそう呼んだこともある。組織内では怪人オーディションを開き怪人を地球へ派遣させる役割を担っている。側近とともに地球の偵察を行うこともある。組織内での地位については、本人は2015年度4話で加入した新人たちに対する演説で「それなりに偉い人」と自己紹介し、ダークからは「そこそこ偉い」と紹介されていたが、2020年度4話にてイラッキン、イララ、クヨヨよりも格下であることが明かされた。2021年1月2日のスペシャル放送では、実写パートに初登場した。
イララ、クヨヨ
声 - 七緒はるひ（イララ）、皆川猿時（クヨヨ）
2017年度90話（最終話）で誕生した、イラッキンとクヨッペンの双子の子ども。イララが女の子で、クヨヨが男の子である。イララはイラッキン、クヨヨはクヨッペンによく似ている。

### ダークイーターズの手下
上層部の配下たち。全員が薄紫色の三角形の覆面、胸に組織のシンボルマークが描かれた黒ずくめの服、白い手袋と長靴、「DE」の文字が中央に付いた灰色のベルトを着けており、基本的に個人の判別はできない。クックルンが代替わりするたびに多くの新人が加入する。
側近
声 - 仁科洋平
2013年度において、クヨッペンの側近を務めていた男性。クヨッペンに対しては献身的だが、少々抜けている一面も持っている。甲高い声をしているが、ダークによれば目立つためにわざと高い声を作っていたようである。2013年度99話で実家で親の世話をするためにダークイーターズを辞めることを宣言し、引退直前に巨大ロボット「ダークロボ」を操りクックルンと対峙するも敗北した。
ダーク
声 - 井上尚
2014年度2話で加入した、上記の側近の弟。引退した兄に代わり、クヨッペンの側近を務めている。兄と比べるとちゃっかりしており、クヨッペンのことは冷ややかに見ているような節がある。画力が高く、美化したイラッキンやクヨッペンの絵を描くことを得意とする。
ダークガール
声 - 藤谷理子
2021年度4話で加入した、ダークの妹。まつ毛が長く、首に赤いスカーフを巻いている。元ギャルという意外な過去をもつ。

### 怪人
食材に似た容姿をもつ地球外生命たち。ダークイーターズのシンボルマークや「DE」の文字が中央に付いたベルトを着けている者もいる。後述の怪人オーディションにより選出されたものが地球へ派遣される。地球ではモチーフと同じ食材を使った攻撃（悪戯）を仕掛ける。実写パートにてクックルンの調理を妨害することもある。大抵は番組終盤でクックルンのまんぷくビームによって遠くに飛ばされる。
担当声優は仁科洋平、井上尚、太田哲治、酒巻光宏、田辺満恵、斉藤美菜子、新田早規、根本圭子、佐々木啓夫、深田純、森千晃、德石勝大、河本邦弘、金光宣明、恒松あゆみ、土師亜文、白石兼斗、豊口めぐみ、藤谷理子、くまいもとこ、宮田幸季、高木渉、関俊彦、天海由梨奈、内山茉莉、永野愛理、佐々木奈緒、水野亜美、向井莉生、山下七海、武内駿輔、七緒はるひ。

### 手下・怪人の子ども
ダク
演 - 緑川玖
イータ
演 - 本多すみれ
クイ
演 - 新井笑琳
ターズ
演 - 矢口開登

### 用語
ダークソーサー
ダークイーターズの拠点である紫色（初代ではピンク）の宇宙船。
ハングリー・アングリー
1度クックルンに敗北した怪人を復活・巨大化させるビーム。イラッキンが「ハングリー・アングリー！」と叫びながら、ダークソーサーから放つ。
怪人オーディション
ダークイーターズが不定期に実施している、地球に派遣する怪人を決めるオーディション。2013年度49話で初めて開催された。会場はダークソーサーで、審査はクヨッペンが独断と偏見のみで行う。参加する怪人は基本的に一般公募から選ばれた3人で、怪人の考案者は作中では「（都道府県）星の（考案者の名前）星人」という、怪人をダークイーターズに紹介した人物として発表される。2015年度と2016年度ではこのオーディションの前に「一次審査」が存在しており、こちらはダークイーターズの手下3人が審査する。

## スタッフ
| 実写パート | アニメパート |
| --- | --- |
| - 構成 - 本田水奈子、熊野ひよこ、佐向大（初代）、ねだしんじ（初代 - 2代目）、田島太陽（初代 - 2代目）、水井心太（2代目 - ） - 料理監修 - 市瀬悦子（初代 - 2代目）、井部奈生子（2代目）、佐々森典恵（3代目 - ） - 片付け監修 - 佐藤満春（5代目） - 食品ロス監修 - 浅利美鈴（5代目）、島本美由紀（5代目） - 医事監修 - 坂本昌彦（5代目 - ）、NPO法人Safe Kids Japan（5代目） - 人形制作 - 加藤晃（3代目） - 振付 - MIKIKO（ELEVENPLAY、初代 - 5代目）、KAORI（ELEVENPLAY、6代目） - CG制作 - 1981GHD（初代 - 4代目）、武内桃子（5代目） - 挿入歌作曲 - 宮崎誠（初代）、得能律郎（2代目 - 4代目）、SASUKE（5代目） - 制作統括 - 大石淳（初代）、吉野拓治（2代目 - ） - 製作総指揮（初代）・制作デスク（2代目 - ） - 大澤わかな - 制作進行 - 吉田祐子、金森嵩仁 - 制作 - NHKエデュケーショナル - 監督 - 長田清純、吉武良紘、鈴木信博、小林浩二、加藤多彦 - 製作協力 - 81プロデュース - 制作・著作 - NHK - TVスポットCMナレーション - 駒田航（5代目） | - 脚本 - 竹村武司 - プロデューサー - シンゴスター、近藤庸平 - 設定考証 - 平見瞠（初代） - キャラクターデザイン - シャシャミン - アニメーション - せきやすこ、きたむらみなみ、佐貫直哉（初代 - 2代目）、野原早夏（2代目）、稲垣豪（2代目） - 作画・アニメーション - 粟津まゆこ（4代目）、山本圭亮（4代目）、神山ゆり（4代目） - 背景デザイン・美術監督 - 野口路加、岡野寿樹（4代目） - 音楽 - 川田瑠夏（初代）、Yuppa（2代目 - 3代目）、DJ Codomo（4代目 - ）、SASUKE（5代目 - ） - 音楽制作 - KADOKAWA（メディアファクトリー、初代） - 製作（初代）・制作進行（2代目 - ） - 大森庸平（初代 - 2代目）、木内絵美子（初代 - 2代目）、石川祐基（初代 - 2代目）、田辺正章（初代 - 2代目）、山口タカ（初代）、森朋子（2代目）、榛葉大介（2代目）、山中卓（4代目） - アニメーション制作 - ODDJOB - 監督 - 上野勇 |

## 関連商品
うたおう!! すすめ!キッチン戦隊クックルン
メディアファクトリーから2014年3月26日に発売されたCD。規格品番はZMCZ-9223。2013年度に使われた計14曲の楽曲と、「オリジナルカラオケ」と題した各楽曲のオフヴォーカルバージョンを収録したコンピレーション・アルバム。歌唱は#1をUyuが、#2から#13をUyu、リンゴ（田口乙葉）、セージ（中尾壮位）、クミン（幸田雛子）が、#14をクヨッペン（皆川猿時）とイラッキン（寺田はるひ）が担当する。
| 全作曲・編曲: 宮崎誠（#14の作曲のみ福井洋介）。 |                                      |            |                                    |      |
| #                                               | タイトル                             | 作詞       | 作曲・編曲                         | 時間 |
| 1.                                              | 「すすめ! キッチン戦隊クックルン」   | TOMBOW     | 宮崎誠 （#14の作曲のみ 福井洋介 ） | 1:03 |
| 2.                                              | 「キッチンヒーローズ」               | ねだしんじ | 宮崎誠 （#14の作曲のみ 福井洋介 ） | 1:06 |
| 3.                                              | 「ぐるぐるマゼルン」                 | ねだしんじ | 宮崎誠 （#14の作曲のみ 福井洋介 ） | 0:49 |
| 4.                                              | 「ぼくらはチャレンジャー」           | ねだしんじ | 宮崎誠 （#14の作曲のみ 福井洋介 ） | 1:07 |
| 5.                                              | 「Go!Go!クッキング」                 | 本田水奈子 | 宮崎誠 （#14の作曲のみ 福井洋介 ） | 0:57 |
| 6.                                              | 「スイーツ・パラダイス」             | 本田水奈子 | 宮崎誠 （#14の作曲のみ 福井洋介 ） | 1:19 |
| 7.                                              | 「おいしい音楽隊」                   | 本田水奈子 | 宮崎誠 （#14の作曲のみ 福井洋介 ） | 1:35 |
| 8.                                              | 「ぼくらは戦士だっ! クックルン」     | 本田水奈子 | 宮崎誠 （#14の作曲のみ 福井洋介 ） | 1:02 |
| 9.                                              | 「クックルン フォーメーション No.5」 | ねだしんじ | 宮崎誠 （#14の作曲のみ 福井洋介 ） | 0:41 |
| 10.                                             | 「クックルン フォーメーション No.7」 | ねだしんじ | 宮崎誠 （#14の作曲のみ 福井洋介 ） | 0:41 |
| 11.                                             | 「ぱわふるフライパン」               | 本田水奈子 | 宮崎誠 （#14の作曲のみ 福井洋介 ） | 1:03 |
| 12.                                             | 「おなかリンリンクックルン」         | 只野菜摘   | 宮崎誠 （#14の作曲のみ 福井洋介 ） | 3:28 |
| 13.                                             | 「グツグツグー!」                    | ねだしんじ | 宮崎誠 （#14の作曲のみ 福井洋介 ） | 0:57 |
| 14.                                             | 「負けるな! ふんばれ! クヨッペン」   | 竹村武司   | 宮崎誠 （#14の作曲のみ 福井洋介 ） | 0:37 |
すすめ!キッチン戦隊クックルン 〜クックルンはじめました〜 ソングコレクション
メディアファクトリーから2014年3月26日に発売されたDVD。規格品番はZMBZ-9224。2013年度に使われた計14曲の楽曲の映像、2013年度1・19・24・29・99・100話のアニメパート、特典映像「怪人カタログ 〜ダークイーターズの怪人たち（全60怪人）」を収録。
ゴー!ゴー!キッチン戦隊クックルン 友だちパワーで奇跡をおこせ!
ビーイングから2017年12月15日に三巻同時発売された、『2代目』の放送内容の一部を収録したDVD。ただし、木曜日に放送された話（1の位が4か9の話）で挿入されたコーナー「ゴー！ゴー！ほうかご調査隊」「ぽっとdeそだてよう」は収録されていない。

| 巻数  | タイトル                       | 規格品番  | 収録内容[注釈 9] |
| ----- | ------------------------------ | --------- | --- |
| 第1巻 | ミトン救出作戦！               | ONBD-4801 | 2015年度 - OP「ゴー！ゴー！キッチン戦隊クックルン」 - 1話「あたらしいクックルン、たんじょう！」 - 2話「はじめてのまんぷくビーム」 - 3話「アオイの必殺技」 - 4話「ダークイーターズのたくらみ」 - 14話「イチゴのきもち、アオイのきもち」 - 挿入歌「ゆかいなミラクルキッチン」 - 挿入歌「みんないっしょにぱにゃにゃんだー」 - 85話「ミトンのひみつ」 - 87話「ミトンをすくえ！」 - 88話「伝説のヒーローふたたび！」 - 89・90話「パワーアップでピンチをのりこえよ！」 - ED「負けるなふんばれクヨッペン」                                                                                                  |
| 第2巻 | もうひとりのクックルン？       | ONBD-4802 | 2016年度 - OP「ゴー！ゴー！キッチン戦隊クックルン」 - 6話「ナゾの宇宙人、バジル」 - 7話「ナゾの宇宙人、ミール」 - 8話「ミール、ミラクルキッチンへ！？」 - 9話「クヨッペンのおっちょこちょい」 - 挿入歌「スウィート♡マーメイド」 - 23話「魔法のキッチン用品 1つめ」 - 24話「マジカル蛇口をとりかえせ！」 - 挿入歌「サンバdeスリービンゴーズ」 - 38話「魔法のキッチン用品 2つめ」 - 39話「ワンダー五徳をさがせ！」 - 64・65話「魔法のキッチン用品 3つめ ドリーム天板をゲットせよ！」 - 75話「ミトンのめざめ」 - 挿入歌「デリプラネットPiPiPi」 - 76話「ミールのひみつ」 - ED「イラッキン愛のバラード」 |
| 第3巻 | ずっと友だちそして新たな伝説へ | ONBD-4803 | 2016年度 - OP「ゴー！ゴー！キッチン戦隊クックルン」 - 77話「ミトンが地球にやってきたワケ」 - 78・79話「たちはだかる「最強シックス」」 - 80話「ミールはどこへ？」 - 81話「クックルン、ツール星へ」 - 挿入歌「ハッサク＆ケイのMen'sキッチン」 - 82話「ミラクルキッチン 最大のピンチ」 - 83話「ミールのきもち、ミトンのきもち」 - 挿入歌「みんながキッチン戦隊クックルン」 - 84話「クックルン！ツール星の決戦」 - 挿入歌「ずっと友だちフォーエバー」 - 85話「こころは となりにいるからね」 - ED「哀愁のクックルン」 2017年度 - 1話「つぎの クックルン あらわる！？」 - ED「広すぎるキッチン」           |
レシピ本
編集と出版はすべてNHK出版（教養・文化シリーズ）。
| 代    | タイトル                                                                  | 発売日               | ISBN                   | 料理監修            |
| ----- | ------------------------------------------------------------------------- | -------------------- | ---------------------- | ------------------- |
| 初代  | NHKすすめ!キッチン戦隊クックルン まんぷくりょうり&かんたんおやつ          | 2014年10月18日[† 16] | ISBN 978-4-14-407203-1 | 市瀬悦子            |
| 2代目 | NHKゴー!ゴー!キッチン戦隊クックルン おうちでごちそう                      | 2016年1月18日[† 17]  | ISBN 978-4-14-407217-8 | 市瀬悦子 井部奈生子 |
| 4代目 | NHKゴー!ゴー!キッチン戦隊クックルン はじめてのりょうり&おかし             | 2019年6月18日[† 18]  | ISBN 978-4-14-407243-7 | 佐々森典恵          |
| 4代目 | NHKゴー!ゴー!キッチン戦隊クックルン かんたん かわいい チョコレート&おかし | 2020年1月9日[† 19]   | ISBN 978-4-14-407252-9 | 佐々森典恵          |

## イベント
はじめまして！「すすめ！キッチン戦隊クックルン」
2014年3月9日にNHK放送センター正面玄関前の特設ステージで行われたイベント。「ふるさとの食 にっぽんの食」全国フェスティバルの一つとして2回行われた。怪人マシュマロオとの戦いを描き、マシュマロとバナナのホットおやつを作る。料理中は「クックルンフォーメーションNo.7」が流れた。出演者はリンゴ（田口乙葉）とセージ（中尾壮位）。クミン（幸田雛子）は当日欠席し、作中では「クミンは別の場所で怪人と戦ってる」と説明され、司会進行役のクミお姉さん（朝妻久実）が代理を務めた。
かえってきた！「すすめ！キッチン戦隊クックルン」
2015年3月8日にNHK放送センター正面玄関前の特設ステージで行われたイベント。「ふるさとの食 にっぽんの食」全国フェスティバルの一つとして2回行われた。出演者はリンゴ（田口乙葉）、セージ（中尾壮位）、クミン（幸田雛子）。司会進行はクミお姉さん（朝妻久実）。
ゴー！ゴー！キッチン戦隊クックルン
「ふるさとの食 にっぽんの食」全国フェスティバルの一つとして2016年から行われているイベント。1日につき2回行われる。
| 開催日            | 舞台                                     | 出演者                                                                                      |
| ----------------- | ---------------------------------------- | ------------------------------------------------------------------------------------------- |
| 2016年3月12日     | NHK放送センター正面玄関前 メインステージ | イチゴ（牧野羽咲）、アオイ（NOA）、ハッサク（外川燎）                                       |
| 2017年3月11日     | NHK放送センター正面玄関前 メインステージ | イチゴ（牧野羽咲）、アオイ（NOA）、ハッサク（外川燎）                                       |
| 2018年3月10日     | NHK放送センター正面玄関前 メインステージ | アズキ（土屋希乃）、マロン（アイラ・サマーヘイズ） 茶太郎（盛永晶月）、マサカゲ（masaharu） |
| 2019年3月9日      | 代々木公園 ステージ                      | アズキ（土屋希乃）、マロン（アイラ・サマーヘイズ） 茶太郎（盛永晶月）、マサカゲ（masaharu） |
| 開催中止[注釈 10] | 代々木公園 ステージ                      | アユ（川瀬翠子）、コムギ（垂水文音）、フキノスケ（森田拳）、レオン（吉村駿作）              |
親子でクッキング♪スペシャルキッチン＆トーク
2016年11月5日にNHK放送センター正面玄関前のメインステージで行われたイベント。NHK文化祭たいけん広場2016「ふるさとの食 にっぽんの食」東京フェスティバルの一つとして2回行われた。
ワンワンといっしょ！夢のキャラクター大集合〜みんなで ゆめのももたろう〜
2019年2月9日から同年2月11日に大阪市中央体育館で、2019年2月23日から同年2月24日に横浜アリーナで行われたスペシャルステージ。出演はアズキ（土屋希乃）、マロン（アイラ・サマーヘイズ）、茶太郎（盛永晶月）。

## 特別番組
2023年8月17日9:30 - 10:00に、『10周年だよ！キッチン戦隊クックルン 歴代メンバー大集合スペシャル』と題して、それまでのクックルンメンバーが一堂に会するスペシャル番組が放送された。